# Psychoda annectans
Psychoda annectans és una espècie d'insecte dípter pertanyent a la família dels psicòdids.

## Descripció
- La femella fa 0,58-0,88 mm de llargària a les antenes, mentre que les ales li mesuren 1,05-1,75 de longitud i 0,42-0,70 d'amplada.
- El mascle no ha estat encara descrit.[2]

## Distribució geogràfica
Es troba a Papua Nova Guinea.